# Hibernian Football Club 2022-2023
Questa voce raccoglie le informazioni riguardanti l'Hibernian Football Club nelle competizioni ufficiali della stagione 2022-2023.

## Stagione
- In Scottish Premiership l'Hibernian si classifica al 5º posto (52 punti), dietro agli Hearts e davanti al St. Mirren, qualificandosi così in Conference League.
- In Scottish Cup viene eliminato al quarto turno dagli Hearts (0-3).
- In Scottish League Cup viene inserito nel gruppo D con Falkirk, Greenock Morton, Bonnyrigg Rose e Clyde, classificandosi al 5º posto con 6 punti.

## Maglie e sponsor
Il fornitore tecnico per la stagione 2022-2023 è Joma, mentre lo sponsor ufficiale è Utilita Energy.
| Casa | Trasferta | Terza divisa |

### Rosa 2022-2023
Aggiornata al 24 maggio 2023.
| N. |                        | Ruolo | Calciatore       |
| -- | ---------------------- | ----- | ---------------- |
| 1  | Scozia (bandiera)      | P     | David Marshall   |
| 2  | Australia (bandiera)   | D     | Lewis Miller     |
| 3  | Croazia (bandiera)     | D     | Marijan Čabraja  |
| 4  | Scozia (bandiera)      | D     | Paul Hanlon      |
| 7  | Scozia (bandiera)      | C     | Kyle Magennis    |
| 8  | Irlanda (bandiera)     | C     | Jake Doyle-Hayes |
| 10 | Portogallo (bandiera)  | C     | Jair Tavares     |
| 11 | Inghilterra (bandiera) | C     | Joe Newell       |
| 12 | Scozia (bandiera)      | D     | Chris Cadden     |
| 13 | Stati Uniti (bandiera) | A     | Matthew Hoppe    |
| 14 | Australia (bandiera)   | C     | James Jeggo      |
| 15 | Scozia (bandiera)      | A     | Kevin Nisbet     |
| 16 | Scozia (bandiera)      | D     | Lewis Stevenson  |

| N. |                        | Ruolo | Calciatore        |
| -- | ---------------------- | ----- | ----------------- |
| 17 | Scozia (bandiera)      | D     | Michael Devlin    |
| 18 | Scozia (bandiera)      | C     | Ewan Henderson    |
| 21 | Polonia (bandiera)     | P     | Maciej Dabrowski  |
| 22 | Inghilterra (bandiera) | A     | Harry McKirdy     |
| 23 | Francia (bandiera)     | A     | Élie Youan        |
| 25 | Inghilterra (bandiera) | D     | Will Fish         |
| 26 | Inghilterra (bandiera) | D     | CJ Egan-Riley     |
| 32 | Scozia (bandiera)      | C     | Josh Campbell     |
| 33 | Belgio (bandiera)      | D     | Rocky Bushiri     |
| 46 | Irlanda (bandiera)     | C     | Aiden McGeady     |
| 77 | Australia (bandiera)   | C     | Martin Boyle      |
| 99 | Ucraina (bandiera)     | A     | Mykola Kucharevyč |